# Mission d'entreprise

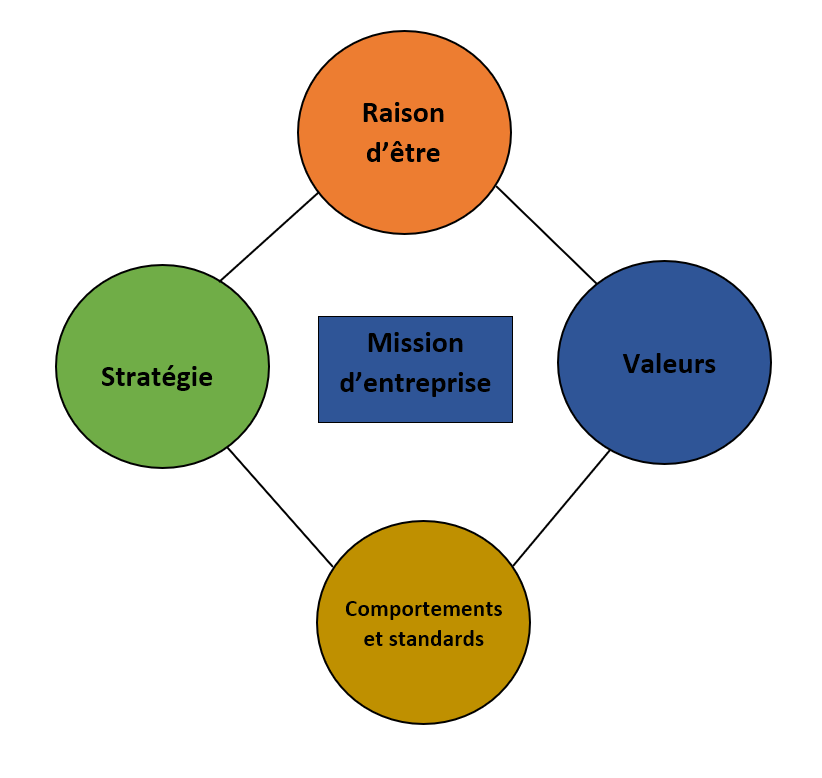
Schéma représentant les 4 points principaux de la mission d'entreprise.

La mission répond à la question fondamentale de l'existence d'une organisation et de sa raison d’être. La mission est souvent reliée à l’entreprise mais elle concerne n'importe quel type d'organisation comme les associations, par exemple.
La mission décrit le but principal de l'entreprise et justifie la présence de ses produits ou de ses services sur le marché. Ce terme peut aussi faire référence à la philosophie ou les valeurs de l’entreprise, les avantages qu’elle a par rapport aux autres concurrents ou encore une vision qu’elle se projettera dans le futur,.
En 1973, Peter Drucker énuméra pour l’une des premières fois la notion de mission d’entreprise : « La plus importante cause de frustration et d’échecs dans les entreprises provient d’une réflexion insuffisante sur la mission d’entreprise »

## Les principaux objectifs
La mission d'entreprise remplit plusieurs objectifs et peut s'adresser à plusieurs personnes à la fois. Cela constitue la base de la vision d'entreprise et cela résume sa raison d'être.
La mission d'entreprise est tout aussi importante pour les dirigeants et les employés de l'entreprise : cela leur permet d'avoir un objectif commun, de travailler dans la même direction (ce qui ramène à la notion de culture d'entreprise). La mission d'entreprise permet aussi à faciliter l'organisation et le travail pour les dirigeants d'entreprise. Elle leur permet de savoir comment faire les choses et de bien prendre les prises de décision,.
La mission d'entreprise peut déboucher sur une multitude d'atouts :
- Motiver
- Stimuler
- Inspirer
- Soutenir
- Engager
- Convaincre
- Créer une image de marque

## Relation entre la mission et la vision d'entreprise
La mission, avec la stratégie de l'entreprise et la culture d'entreprise (valeurs, comportements et standards), est une des composantes de la vision d'entreprise,. C'est pourquoi il peut être parfois difficile de discerner la mission de l'entreprise de sa vision.
La vision d'entreprise fixe donc des objectifs à long terme (environ 5 à 10 ans) et lorsque cet objectif est atteint, l'entreprise en choisit un autre et affine sa vision qu'elle avait engagé. Pour que cette vision soit efficace, elle doit être parfaitement compréhensible, simple et doit refléter ce que veut faire l'entreprise,.

## Avantages et désavantages

### Avantages
La mission d’entreprise possède tout d'abord des avantages :
- Elle s’aborde dans une direction donnée, c’est-à-dire que la mission d’entreprise montre un chemin à prendre, c’est une récapitulation des idées générales. Elle aide à faire des décisions justes qui peuvent être bénéfiques. Sans elle, les entreprises auront beaucoup plus de difficultés à effectuer des choix directs que ce soit à court ou long terme[8].

- Elle est facile à comprendre pour la majorité des personnes qui composent le corps même de l’entreprise. Elle peut aider par exemple les parties prenantes de l’entreprise à faire les bons choix, notamment où investir le mieux pour progresser positivement et ainsi les empêcher de douter sur les choix qu'elles feront[8].
- Elle joue le rôle d'outil de motivation dans l’entreprise car les employés travailleront davantage entre eux pour accomplir un objectif commun fixé pour le bien de l’entreprise. Ainsi leurs conditions de travail en sont grandement améliorées et leur productivité est de ce fait augmentée[9].

### Désavantages
Malgré ces nombreux avantages, la mission d’entreprise ne s’intègre pas dans le cadre de la perfection :
- Elle est surévaluée et peut paraitre irréaliste. En effet si cette mission est mal utilisée ou organisée alors elle peut désorganiser l’entreprise et ainsi baisser la productivité des employés car elle est beaucoup trop ardue à mettre en place. Ainsi ces employés essayeront d’accomplir des tâches qui paraitront impossible à atteindre. Elle peut aussi porter atteinte à la santé de l’entreprise car elle peut baisser son chiffre d'affaires ou encore la production de ses ressources[8].

- Elle peut être une perte de temps et de ressources. La mission d’entreprise doit être planifiée, cela prend du temps et de l’effort notamment pour ceux qui la planifient. Si l’entreprise est dans l’impossibilité de compléter la mission, alors elle devra rattraper cette perte qu’elle a subi alors que si elle n’avait pas engager cette mission, alors elle aurait eu le temps de se rentabiliser dans une autre fonction comme dans la prise de décision ou encore dans le recrutement de nouveaux employés[9],[5].

- Elle peut-être source d'inégalités entre les entreprises. Les entreprises de petite taille (TPE ou PME en France) n’auront pas les moyens nécessaires pour mettre en place un tel système car il requiert du temps, des fonds suffisants et des ressources à l'inverse des grandes entreprises qui pourront (même si une minorité d'entre elles n'y arrivent pas). Cependant, vu que les entreprises de petite taille ont une composition interne plus viable que celle d'une grande entreprise alors elles auront plus de facilité à la gérer[10].

## L'énoncé de mission

### Description
Une mission n'est pas simplement une description d'une organisation par une partie externe, mais une expression, faite par ses dirigeants, de leurs désirs et intentions pour l'organisation. Pour diffuser cette expression, l'organisation utilise l'énoncé de mission.
L'objectif d'un énoncé de mission (mission statement en anglais) est de communiquer le but et l'orientation de l'organisation à ses employés, clients, fournisseurs et autres parties prenantes. Une déclaration de mission crée également un sentiment d'identité pour ses employés. Normalement, les organisations ne modifient pas leur énoncé de mission au fil du temps, puisqu'il définit leur objectif et leur orientation de façon continue.
Selon Chris Bart, professeur de stratégie et de gouvernance à l'Université McMaster, un énoncé de mission commerciale se compose de trois éléments essentiels :
1. Marché clé : le public cible ;
2. Contribution : le produit ou le service ;
3. Distinction : ce qui rend le produit unique ou pourquoi le public devrait l'acheter plutôt qu'un autre.

Bart estime que dans la pratique, seuls dix pour cent environ des énoncés de mission disent quelque chose de significatif. Pour cette raison, ils sont largement considérés avec mépris.

### Structure
Selon un contributeur indépendant de Forbes, l'énoncé de mission doit répondre aux questions suivantes :
- "Que faisons-nous ?" - L'énoncé de mission doit clairement exposer l'objectif principal de l'organisation, et ce qu'elle fait ;
- "Comment le faisons-nous ?" - Elle doit également mentionner comment on prévoit de réaliser l'énoncé de mission ;
- "Pour qui le faisons-nous ?" - L'audience de la déclaration de mission doit être clairement indiquée dans la déclaration de mission ;
- "Quelle valeur apportons-nous ?" - Les avantages et les valeurs de l'énoncé de mission doivent être clairement exposés.

Lors de la conception d'une déclaration de mission, l'objectif de celle-ci doit être très clair pour le public. L'idéal pour une entreprise est de pouvoir communiquer sa mission, ses buts et ses objectifs au lecteur sans inclure d'informations inutiles dans l'énoncé de mission.
Richard Branson a commenté les moyens de rédiger une bonne déclaration de mission ; il explique l'importance d'avoir une déclaration de mission qui soit claire et directe et qui ne contienne pas d'informations inutiles. Il a poursuivi en analysant une déclaration de mission, en utilisant la déclaration de mission de Yahoo à l'époque (2013) comme exemple. Dans son évaluation de l'énoncé de mission, il semble suggérer que, bien que l'énoncé semble intéressant, la plupart des gens ne seraient pas en mesure de comprendre le message qu'il transmet. En d'autres termes, le message de l'énoncé de mission ne signifie potentiellement rien pour le public,.
Cela renforce l'idée qu'une bonne déclaration de mission est une déclaration claire qui répond aux bonnes questions de manière simple et qui ne complique pas trop les choses. Un exemple d'un bon énoncé de mission serait celui de Google, qui "est d'organiser les informations à l'échelle mondiale pour les rendre accessibles et utiles à tous." Ou celui de Tesla qui "est d’accélérer la transition mondiale vers un schéma énergétique durable."